# Zentrum für Europäische Rechtspolitik der Universität Bremen
Das Zentrum für Europäische Rechtspolitik der Universität Bremen (ZERP) ist ein interdisziplinäres Forschungsinstitut.

## Forschungsgebiete
Seine Besonderheit liegt in der Verbindung von rechts-, politik- und gesellschaftswissenschaftlicher Forschung, die die Disziplinen der politischen Theorie, der Internationalen Beziehungen, der Frauen- und Geschlechterforschung, der Rechtstheorie und -soziologie sowie des europäischen und internationalen Verfassungs-, Wirtschafts- und Privatrechts einbezieht.
Die Forschungsaktivitäten des ZERP werden in Zusammenarbeit mit den Rechts-, Sozial- und Wirtschaftswissenschaften der Universität Bremen durchgeführt. Das ZERP ist eines der Trägerinstitute der Bremen International Graduate School of Social Sciences und des Sonderforschungsbereichs „Staatlichkeit im Wandel“. Daneben arbeitet das ZERP mit dem ARENA - Centre for European Studies an der Universität Oslo, dem Europäischen Hochschulinstitut Florenz, dem Institute of European and Comparative Law der Universität Oxford, der Universität Sassari und der Scuola S. Anna in Pisa zusammen.
Zentraler Fokus der Arbeiten des ZERP ist die Zukunft sozialer Rechte und Demokratie angesichts von Europäisierung und Globalisierung. Geschäftsführender Direktor des Zentrums ist der Rechtswissenschaftler Christoph Schmid. Außerdem gehören dem Direktorium die Rechtswissenschaftlerin Pia Annika Lange sowie die Rechtswissenschaftler Lars Viellechner und Christian Joerges an.

## Geschichte
Das ZERP wurde 1982 vom Senat der Freien Hansestadt Bremen als Stiftung gegründet. Seit Januar 2009 ist das ZERP ein inneruniversitäres Institut. Das Forschungsprogramm des ZERP „Europäische Rechtspolitik als transnationale Verfassungspolitik“ ist in drei Programmbereiche – Wirtschaft & Soziale Gerechtigkeit, Schutz der Umwelt & Menschenrechte, Transnationale Demokratie & Frieden – mit je mehreren Forschungsfeldern aufgeteilt. Die Forschungsfelder werden geleitet von den Direktoren, einzelnen ZERP-Fellows und Postdoktoranden des ZERP.